# Na území žen
Na území žen (v anglickém originále In the Land of Women) je americká filmová komedie z roku 2007. Režisérem filmu je Jon Kasdan. Hlavní role ve filmu ztvárnili Adam Brody, Kristen Stewart, Makenzie Vega, Meg Ryanová a Olympia Dukakis.

## Obsazení
| Adam Brody       | Carter Webb      |
| Kristen Stewart  | Lucy Hardwicke   |
| Makenzie Vega    | Paige Hardwicke  |
| Meg Ryanová      | Sarah Hardwicke  |
| Olympia Dukakis  | Phyllis          |
| JoBeth Williams  | Agnes Webb       |
| Elena Anaya      | Sofia            |
| Clark Gregg      | Nelson Hardwicke |
| Ginnifer Goodwin | Janey            |